# Subclavontella
Genre
Subclavontella est un genre de collemboles de la famille des Brachystomellidae.

## Distribution
Les espèces de ce genre sont endémiques d'Australie.

## Liste des espèces
Selon Checklist of the Collembola of the World (version du 25 novembre 2019) :
- Subclavontella acantha (Womersley, 1933)
- Subclavontella subacantha Massoud, 1967

## Publication originale
- Stach, 1949 : The Apterygotan Fauna of Poland in Relation to the World-Fauna of this group of Insects. Families: Neogastruridae and Brachystomellidae. Polska Akademia Umiej tno ci, Acta monographica Musei Historiae Naturalis, Kraków, p. 1-341.